# Lijst van rijksmonumenten in Oirschot (gemeente)
De gemeente Oirschot telt 196 inschrijvingen in het rijksmonumentenregister. Hieronder een overzicht. 

## Boterwijk
De plaats Boterwijk telt 4 inschrijvingen in het rijksmonumentenregister.
| Object                                                             | Oorspronkelijke functie? | Bouwjaar             | Architect | Locatie              | Coördinaten?                  | Nr.?   | Afbeelding                                      |
| ------------------------------------------------------------------ | ------------------------ | -------------------- | --------- | -------------------- | ----------------------------- | ------ | ----------------------------------------------- |
| Boerderij van het Noord-Brabantse langgeveltype                    | Boerderij                |                      |           | Fluterd 1            | 51° 30' 12" NB, 5° 17' 58" OL | 31343  | Boerderij van het Noord-Brabantse langgeveltype |
| Boerderij van het Noord-Brabantse langgeveltype met Vlaamse schuur | Boerderij                |                      |           | Boterwijksestraat 10 | 51° 30' 23" NB, 5° 17' 31" OL | 31345  | Meer afbeeldingen                               |
| Boerderij van het Noord-Brabantse langgeveltype                    | Boerderij                | 1846 (jaartalankers) |           | Boterwijksestraat 20 | 51° 30' 33" NB, 5° 17' 30" OL | 31346  | Boerderij van het Noord-Brabantse langgeveltype |
| Kleine langgevelboerderij                                          | Boerderij                |                      |           | Boterwijksestraat 3  | 51° 30' 13" NB, 5° 17' 35" OL | 526440 | Kleine langgevelboerderij                       |

## Middelbeers
De plaats Middelbeers telt 4 inschrijvingen in het rijksmonumentenregister.
| Object                                 | Oorspronkelijke functie?  | Bouwjaar                     | Architect    | Locatie             | Coördinaten?                  | Nr.?   | Afbeelding                             |
| -------------------------------------- | ------------------------- | ---------------------------- | ------------ | ------------------- | ----------------------------- | ------ | -------------------------------------- |
| Oude Sint-Willibrorduskerk             | Kerk en kerkonderdeel     | 15e eeuw                     |              | Willibrordstraat 25 | 51° 27' 51" NB, 5° 14' 45" OL | 31597  | Meer afbeeldingen                      |
| Kerk van de H. Willibrordus            | Kerk en kerkonderdeel     | 1927                         | Louis Kooken | Willibrordstraat 16 | 51° 27' 54" NB, 5° 14' 50" OL | 519191 | Meer afbeeldingen                      |
| Pastorie Heilig Willibrordus           | Kerkelijke dienstwoning   | 1863                         |              | Willibrordstraat 18 | 51° 27' 54" NB, 5° 14' 48" OL | 519192 | Meer afbeeldingen                      |
| Molen Himbergen: Molenromp met pakhuis | Industrie- en poldermolen | 1884 (bouw) 1944 (onttakeld) |              | Hertog Janstraat 7  | 51° 28' 10" NB, 5° 15' 39" OL | 527522 | Molen Himbergen: Molenromp met pakhuis |

## Oirschot
De plaats Oirschot telt 142 inschrijvingen in het rijksmonumentenregister. Zie Lijst van rijksmonumenten in Oirschot (plaats) voor een overzicht.

## Oostelbeers
De plaats Oostelbeers telt 27 inschrijvingen in het rijksmonumentenregister. Zie Lijst van rijksmonumenten in Oostelbeers voor een overzicht.

## Spoordonk
De plaats Spoordonk telt 9 inschrijvingen in het rijksmonumentenregister.
| Object | Oorspronkelijke functie?  | Bouwjaar              | Architect   | Locatie                         | Coördinaten?                  | Nr.?   | Afbeelding        |
| --- | ------------------------- | --------------------- | ----------- | ------------------------------- | ----------------------------- | ------ | ----------------- |
| Keuterboerderij van het Brabantse langgeveltype onder met riet en pannen gedekt schilddak. Authentiek interieur. Uit baksteen en hout opgetrokken wagenschuur onder met riet gedekt schilddak      | Boerderij                 | 19e eeuw              |             | Kampsesteeg 10                  | 51° 31' 4" NB, 5° 17' 4" OL   | 31348  | Meer afbeeldingen |
| Brabantse langgevelboerderij onder met riet en pannen gedekt wolfdak. Deur met eenvoudig bovenlicht; vensters met ramen waarin kleine roedenverdeling en luiken. Houten schuur met pannen zadeldak | Boerderij                 | eerste helft 19e eeuw |             | Pandgat 19                      | 51° 31' 27" NB, 5° 16' 49" OL | 31350  | Meer afbeeldingen |
| Spoordonkse Watermolen | Industrie- en poldermolen | 1868                  |             | Spoordonkseweg 130              | 51° 31' 12" NB, 5° 15' 60" OL | 31351  | Meer afbeeldingen |
| Kapel van Onze Lieve Vrouw van den H. Eik, ten zuiden van Spoordonk | Kapel                     | 1854                  |             | Proosbroekweg 11                | 51° 30' 10" NB, 5° 15' 52" OL | 31352  | Meer afbeeldingen |
| Langgerekt pand onder zadeldak met zijtopgevels | Woonhuis                  |                       |             | Ten Bergh 7-8                   | 51° 31' 8" NB, 5° 15' 54" OL  | 42118  | Meer afbeeldingen |
| Kerk Heilige Bernadette | Kerk en kerkonderdeel     | 1935-1936             | A.J.M. Rats | Bernadettestraat 2              | 51° 31' 8" NB, 5° 16' 9" OL   | 519169 | Meer afbeeldingen |
| H. Josephschool | Onderwijs en wetenschap   | 1938-1939             | A.J.M. Rats | Bernadettestraat 1              | 51° 31' 9" NB, 5° 16' 4" OL   | 519170 | Meer afbeeldingen |
| Pastorie Bernadettekerk | Kerkelijke dienstwoning   | 1935-1936             | A.J.M. Rats | Bernadettestraat 4a, 4b, 4c, 4d | 51° 31' 8" NB, 5° 16' 7" OL   | 520036 | Meer afbeeldingen |
| Terrein waarin restanten van een kasteel, Huize ten Bergh | Archeologisch monument    | Late Middeleeuwen     |             |                                 | 51° 31' 6" NB, 5° 15' 48" OL  | 526152 | Upload foto       |

## Straten
De plaats Straten telt 8 inschrijvingen in het rijksmonumentenregister. Zie Lijst van rijksmonumenten in Straten voor een overzicht.

## Westelbeers
De plaats Westelbeers telt 3 inschrijvingen in het rijksmonumentenregister.
| Object | Oorspronkelijke functie? | Bouwjaar | Architect | Locatie           | Coördinaten?                  | Nr.?  | Afbeelding        |
| --- | ------------------------ | -------- | --------- | ----------------- | ----------------------------- | ----- | ----------------- |
| Mariakapel, gesticht in 1637, in de 19e eeuw geheel herbouwd en in recente tijd van een torentje voorzien. Eenvoudige rechthoekige cel onder met pannen belegd zadeldak tussen topgevels. Mechanisch torenuurwerk, Eijsbouts | Kapel                    | 1637     |           | Spreeuwelsedijk 1 | 51° 28' 3" NB, 5° 15' 46" OL  | 31602 | Meer afbeeldingen |
| Boerderij van het Kempische langgeveltype, onder rieten wolfdak met voet van pannen; ramen met kleine roedenverdeling en luiken                                                                                              | Boerderij                | 1811     |           | Voldijnseweg 2-2a | 51° 26' 45" NB, 5° 13' 32" OL | 31603 | Meer afbeeldingen |
| Fraaie langgevelboerderij met schaapskooi aan de voorkant. Wolfdak, gedekt door riet en pannen; vensters met 25 ruitsschuiframen en luikjes                                                                                  | Boerderij                | 18e eeuw |           | Voldijnseweg 18   | 51° 26' 27" NB, 5° 13' 5" OL  | 31604 | Meer afbeeldingen |

's-Hertogenbosch ·
Alphen-Chaam ·
Altena ·
Asten ·
Baarle-Nassau ·
Bergeijk ·
Bergen op Zoom ·
Bernheze ·
Best ·
Bladel ·
Boekel ·
Boxtel ·
Breda ·
Cranendonck ·
Deurne ·
Dongen ·
Drimmelen ·
Eersel ·
Eindhoven ·
Etten-Leur ·
Geertruidenberg ·
Geldrop-Mierlo ·
Gemert-Bakel ·
Gilze en Rijen ·
Goirle ·
Halderberge ·
Heeze-Leende ·
Helmond ·
Heusden ·
Hilvarenbeek ·
Laarbeek ·
Land van Cuijk ·
Loon op Zand ·
Maashorst ·
Meierijstad ·
Moerdijk ·
Nuenen, Gerwen en Nederwetten ·
Oirschot ·
Oisterwijk ·
Oosterhout ·
Oss ·
Reusel-De Mierden ·
Roosendaal ·
Rucphen ·
Sint-Michielsgestel ·
Someren ·
Son en Breugel ·
Steenbergen ·
Tilburg ·
Valkenswaard ·
Veldhoven ·
Vught ·
Waalre ·
Waalwijk ·
Woensdrecht ·
Zundert